# Alstroemeria longaviensis
Alstroemeria longaviensis este o specie de plante monocotiledonate din genul Alstroemeria, familia Alstroemeriaceae, descrisă de Pierfelice Ravenna. Conform Catalogue of Life specia Alstroemeria longaviensis nu are subspecii cunoscute.